# Trophime Bigot

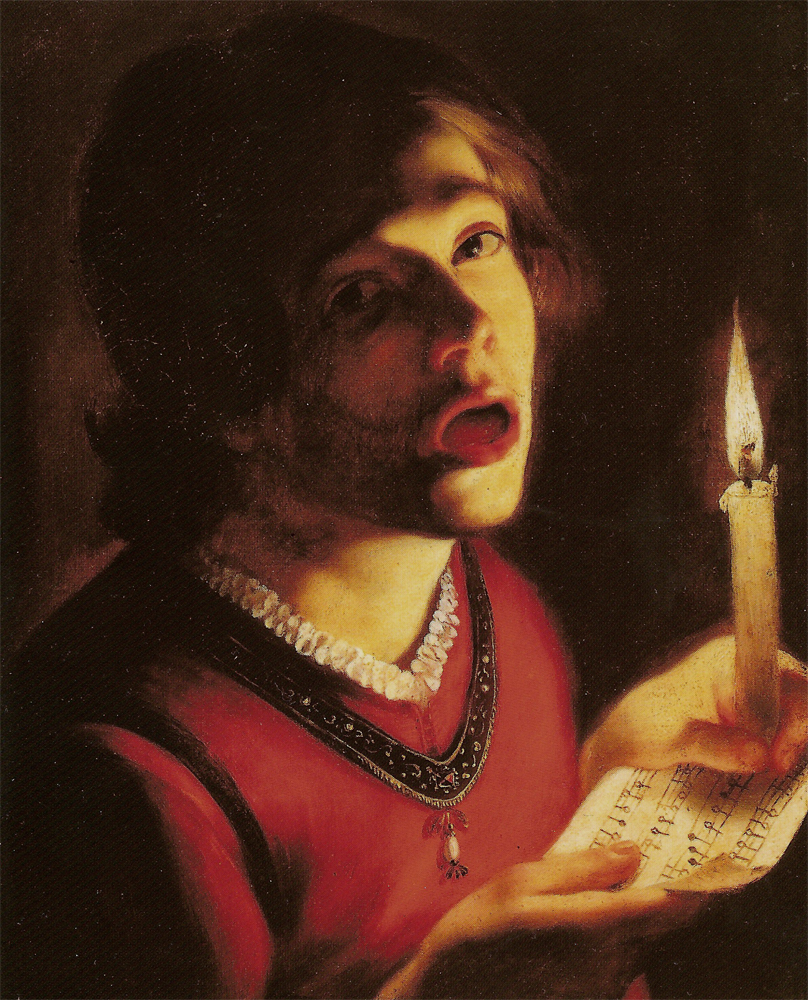
Trophime Bigot – ”Sångare med ljus” (1630-talet). Galleria Doria Pamphilj, Rom

Trophime Bigot, född 8 juni 1579 i Arles i Frankrike, död 21 februari 1650 i Avignon i Frankrike, var en fransk barockmålare.
Bigot tillbringade åren mellan 1620 och 1634 i Rom och lät sig inspireras av Caravaggios och caravaggisternas betoning av chiaroscuro i måleriet. Målningen Kristi törnekröning i kyrkan Santa Maria in Aquiro i Rom tillskrivs Bigot.

## Verk i urval
- Den helige Sebastian tas om hand av den fromma Irene (Portland Art Museum, Portland)
- Sångare med ljus (Galleria Doria Pamphilj, Rom)
- Allegori över fåfängligheten (Palazzo Barberini, Rom)
- Läkare som undersöker urinprov (Ashmolean Museum, Oxford)
- Kristi törnekröning (Santa Maria in Aquiro, Rom)
- Den heliga Familjen med två änglar (Hôtel-Dieu de Québec, Québec)
- Måltiden i Emmaus (1639-1641, Wandgemälde im Convent des Carmelites, Aix-en-Provence)